# 华翔绿地
华翔绿地是位於中華人民共和國上海市閔行區虹桥商务区周邊的一個綠地，也是上海三星级公园，总用地面积为204900平方米，水域面积4.5万平方米。华翔绿地于2014年10月开工。2015年1月建成。2022年1月8日，新虹壹棒棒球中心對外開放。新虹壹棒棒球中心是闵行区第一块向公众开放的专业棒球场。受上海轨道交通嘉闵线闵行段开工建设影響，2022年2月7日至2022年6月1日期間华翔绿地閉園。